# Gabriel o Pensador
Gabriel o Pensador (en español Gabriel el Pensador, nombre de nacimiento: Gabriel Contino, Río de Janeiro, 4 de marzo de 1974) es un rapero, compositor, escritor y empresario brasileño. Comenzó su carrera musical lanzando un demo con la música "Tô Feliz (Matei o Presidente)" (lit. "Estoy feliz, maté al presidente") y fue contratada luego por Sony Music. Por la compañía discográfica ha lanzado seis álbumes: Gabriel o Pensador, Ainda É Só o Começo (lit. Todavía es sólo el comienzo), Quebra-Cabeça (lit. Rompecabezas), Nádegas a Declarar (lit. Nalgas a Declarar), Seja Você Mesmo (mas não Seja sempre o Mesmo) (lit. Se tu mismo, pero no seas siempre el mismo) y Cavaleiro Andante (lit. Caballero Andante).
Además de cantante, Gabriel es un escritor, ha escrito Diário Noturno lanzando en 2001, Um Garoto Chamado Rorbeto (lit. Un chico llamado Rorbeto lanzado en 2005 (ganador del Premio Jabuti al año siguiente), Meu Pequeno Rubro-Negro (lit. Mi Pequeño Rubro-Negro) en 2008 y una versión especial del mismo libro llamada Edição Especial do Hexa (lit. Edición Especial del Hexa). Él es también un activista social y cuenta con dos proyectos: "Dream Football", con Luís Figo y Luiz Felipe Scolari y "Pensando Junto", que sirve a los niños necesitados en Rocinha.
Gabriel hace "rap con humor y denuncia social, y que no pierde su rítmica brasileña, ni la decisiva influencia del reggae". Tanto Bob Marley como Public Enemy fueron su inspiración musical principal.
In 2004, Pensandor colaborado con el rapero / artista contemporáneo Ithaka Darin Pappas en una canción titulada "Who's The Enemy?", su primera en el idioma inglés.

## Discografía
- Gabriel  Pensador (1993)
- Ainda é só o Começo (1995)
- Quebra-Cabeça (1997)
- Nádegas a Declarar (1999)
- Seja Você Mesmo, Mas Não Seja Sempre o Mesmo (2001)
- Cavaleiro Andante (2005)
- Sem Crise (2012)